# Гуменне (зупинний пункт)
Гуменне́ — пасажирський зупинний пункт Жмеринської дирекції залізничних перевезень Південно-Західної залізниці.
Розташований поблизу сіл Гуменного та Михайлівки Вінницького району Вінницької області на одноколійній неелектрифікованій лінії Вінниця — Гайсин між станціями Вінниця (15 км) та Вороновиця (7 км).

## Розташування
Адреса станції — с. Гуменне, вул. Гагаріна. На вулиці Гагаріна, що понад станцією, мешкає близько ста людей. З метою економії коштів переведена в статус зупинки.
На станції є маленький вокзал (закритий), в окремій будівлі (колишня кип'ятильня) розміщено туалет.

## Історія
Станцію було відкрито 1900 року при побудові залізниці. Тут розташовувалася вузлова станція, обладнана кип'ятильнею, де пасажирам під час стоянки видавали кип'яток. Раніше, коли ділянка була вузькоколійною, залізниця йшла на Турбів (далі на Житомир через Калинівку, Холонівську і Бердичів). Пізніше добудували поворот на Вінницю. Потім же сталося так, що ділянки Бердичів — Житомир, Зятківці — Вінниця, Калинівка — Холонівська, Калинівка — Турбів на широку колію перешили, а ділянки Гуменне — Турбів, Холонівська — Бердичів — припинили своє існування.

## Сполучення
У грудні 2015 р. відновлено рух приміських поїздів.
З 5 жовтня 2021 року приміський дизель-поїзд Гайворон — Вінниця (і зворотно) курсує щоденно. Час відправлення з Гуменного на Вінницю 6.14, на Гайворон — 19.07.
У даному дизель-поїзді діють усі передбачені пільги, в тому числі пенсіонерам — безкоштовно. Є по днях тижня бепересадочні вагони (купе і плацкарт) до Києва.